# Río Teberdá
El río Teberdá (en ruso: Теберда́, en karachái-bálkaro: Теберди́) es un río del Cáucaso Norte en Karacháyevo-Cherkesia, afluente por la izquierda del río Kubán. Discurre completamente por el raión de Karacháyevsk y el distrito urbano de Karacháyevsk.

## Etimología
El nombre ruso del río proviene del karachái Te(y)berdí según un registro de la primera mitad del siglo XIX. Hay varias opciones de traducción para este topónimo. Según uno de ellos, Teberdá (teberdí) en karachái significa ("expulsado"). Al parecer, en el valle existían pueblos de asentamiento separados en los siglos XVI y XVII, de ahí provendría este nombre. Es posible que la palabra "Teberdá" provenga de tab jerdi, que traducida del karachái significa "lugar conveniente". Hay otra interpretación: el origen del nombre se encuentra en las palabras teyri berdí, que significa “regalo de Dios” (literalmente “dios dio”).

## Curso
Su curso tiene una longitud de 60 km, y su cuenca hidrográfica cubre 1.080 km² y se inicia en la confluencia de los ríos Amanauz y el Gonachjir. El lecho del río es pedregoso, lleno de cantos rodados, se forman multitud de cascadas.
Desciende desde la cordillera principal del Cáucaso. El Teberdá es bastante rica en agua, tiene una corriente muy rápida y un agua azul transparente inusualmente hermosa. Su garganta más profunda está cubierta de densos bosques de coníferas y es una de las más bellas del Cáucaso. En el valle de Teberdá hay varios lagos de montaña de extraordinaria belleza.
La alimentación es mixta, con predominio (55%) de glaciares y nieves (hay alrededor de 100 glaciares en la cuenca de Teberda). El mayor contenido de agua se produce entre julio y agosto. El caudal medio anual de agua es de 45 km desde la desembocadura de 27,2 m³/s. En invierno hay aguanieve (no hay heladas continuas).
Sus principales afluentes, de sur a norte, son el Guedsidzh (derecha), el Baduk (izquierda), el Ulu-Murudzhu (derecha), el Bolshaya Jatipara (izquierda), el Shumka (derecha), el Málaya Jatipara y el Muju (izquierda), el Dzhamagat (derecha), el Guidam y el Agursu (izquierda), el Kolsu, el Tarbashi y el Gadirbi (derecha), el Guimaldik y el Chankatakulak (izquierda), el Koshanái y el Yenikol (derecha), el Cherepchekol (derecha), el Amgata y el Dzhinguirik (izquierda).
Los lagos en la cuenca del río se encuentran a diferentes altitudes: de 1300 a 3250 metros; en los tramos superiores de los afluentes se han formado escaleras de niveles de lagos, como los lagos de Baduk. A excepción del Tumanli-Guel y el Karakiol, la temperatura del agua en los lagos es muy baja durante la temporada de verano.
A orillas del Teberdá se encuentra la ciudad y centro turístico de Teberdá, y en su desembocadura se encuentra la ciudad de Karacháyevsk. En sus orillas se hallan otras poblaciones como Vérjnaya Teberdá, Nízhnaya Teberdá, Nóvaya Teberdá y Dzhinguirik.
La carretera militar de Sujumi discurre a lo largo del valle del río. En la parte alta del valle del Teberdá se encuentra la reserva natural de Teberdá.

## Curiosidades
El río también se alimenta de fuentes de agua mineral. La canción del mismo nombre de Yuri Vizbor está dedicada a Teberdá. Un exoplaneta en la constelación de la Osa Mayor lleva el nombre del río.

## Galería

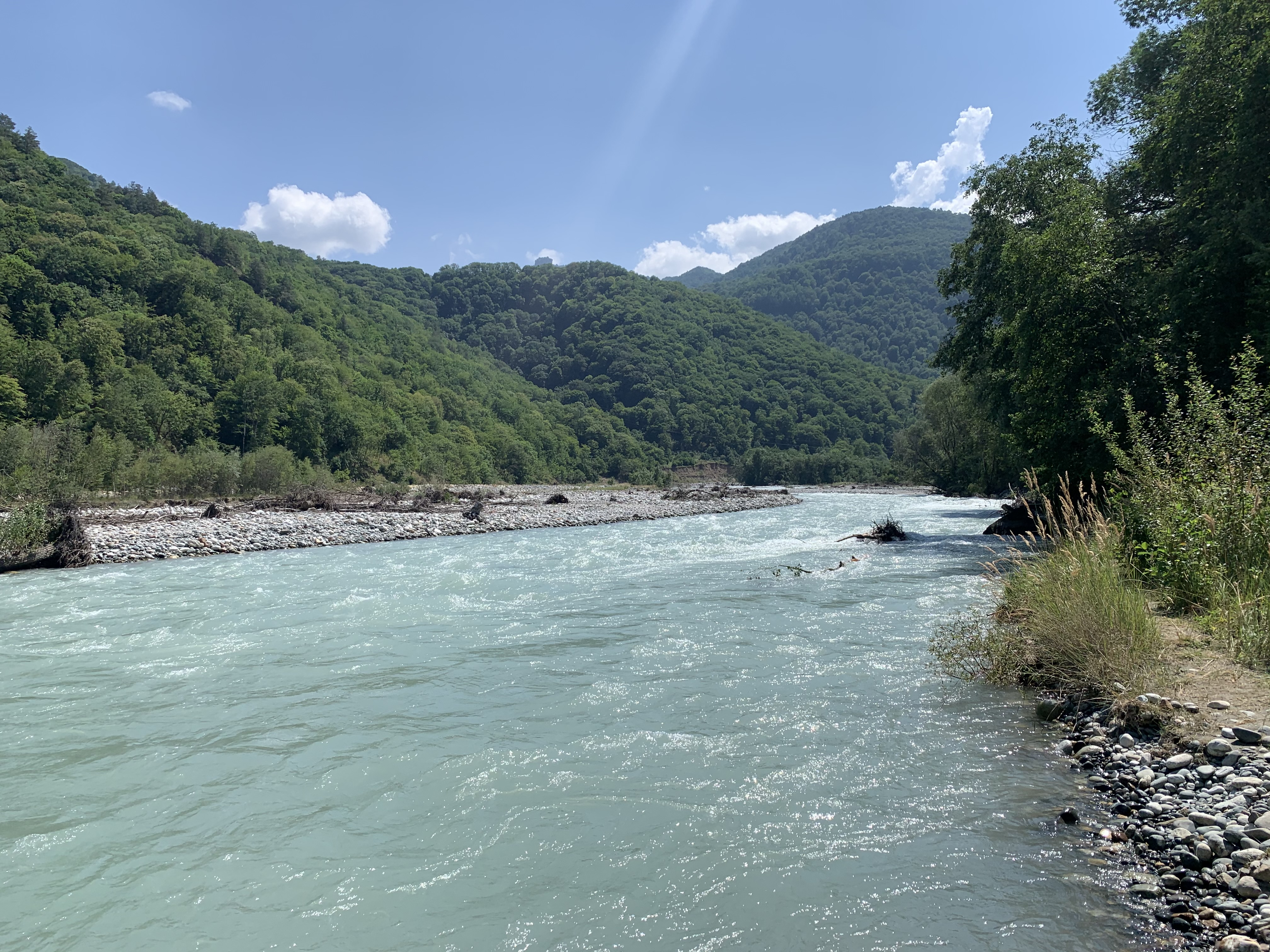
Vista del río.
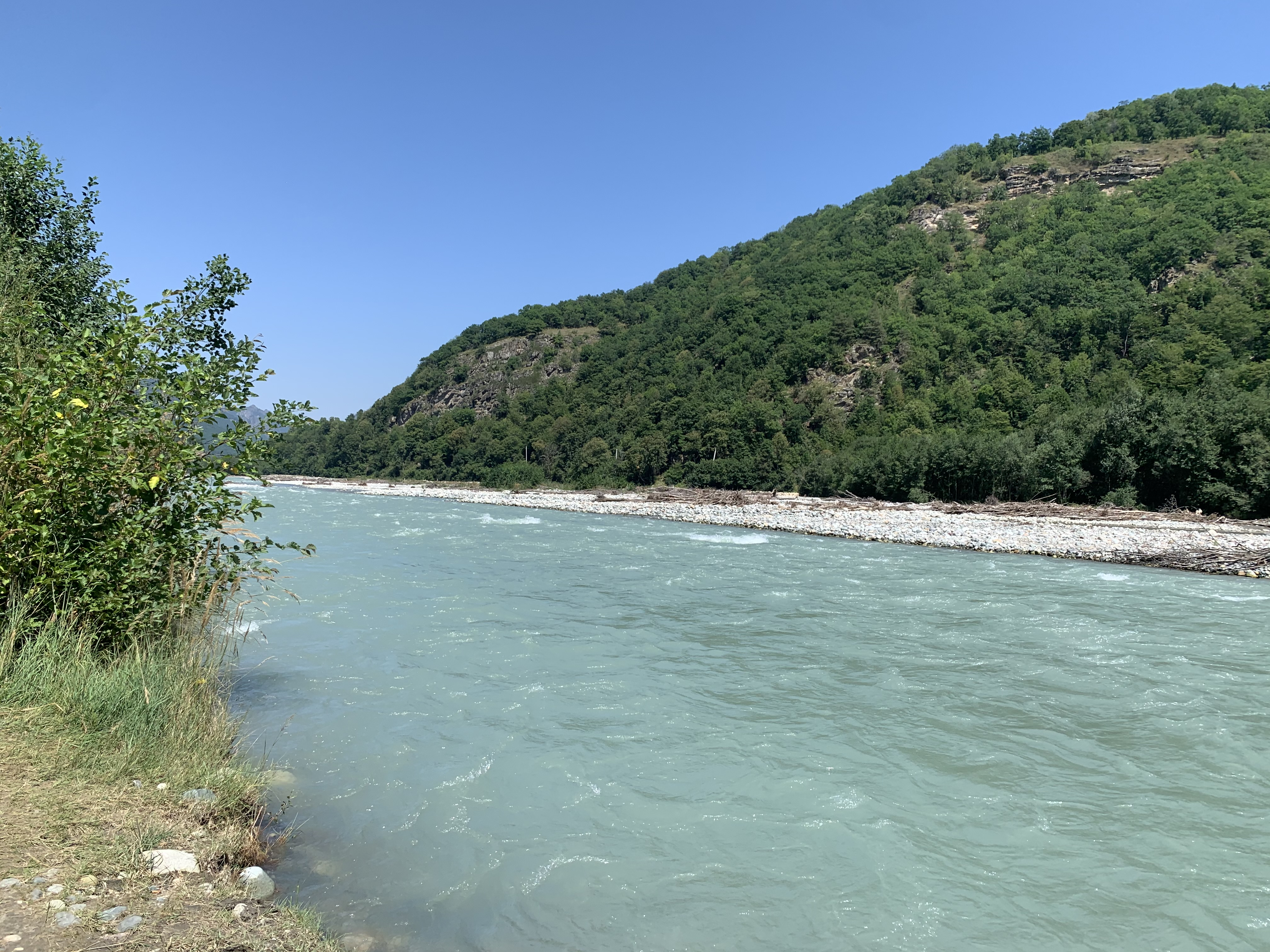
El río en 2023.
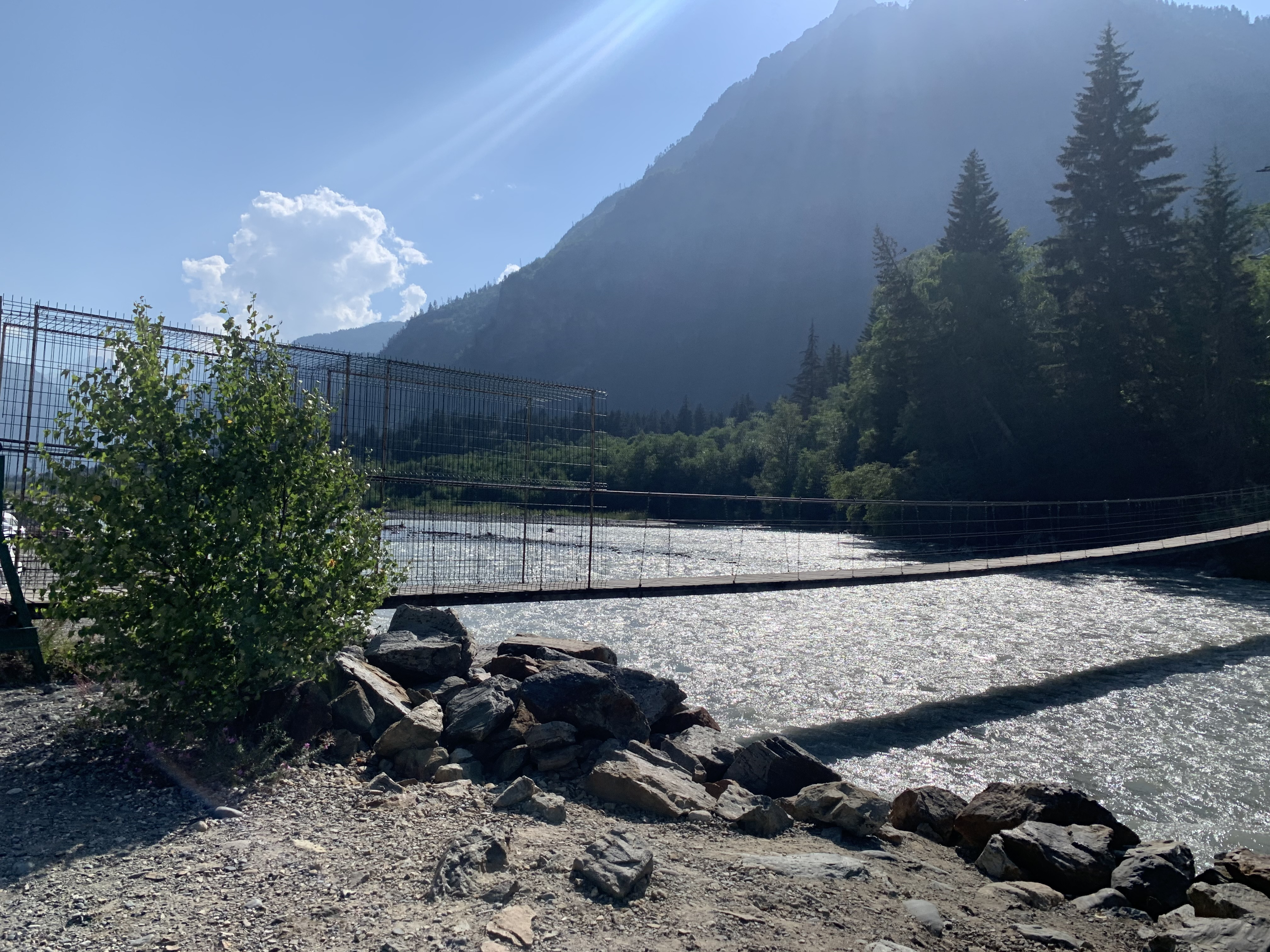
Pasarela sobre el río.
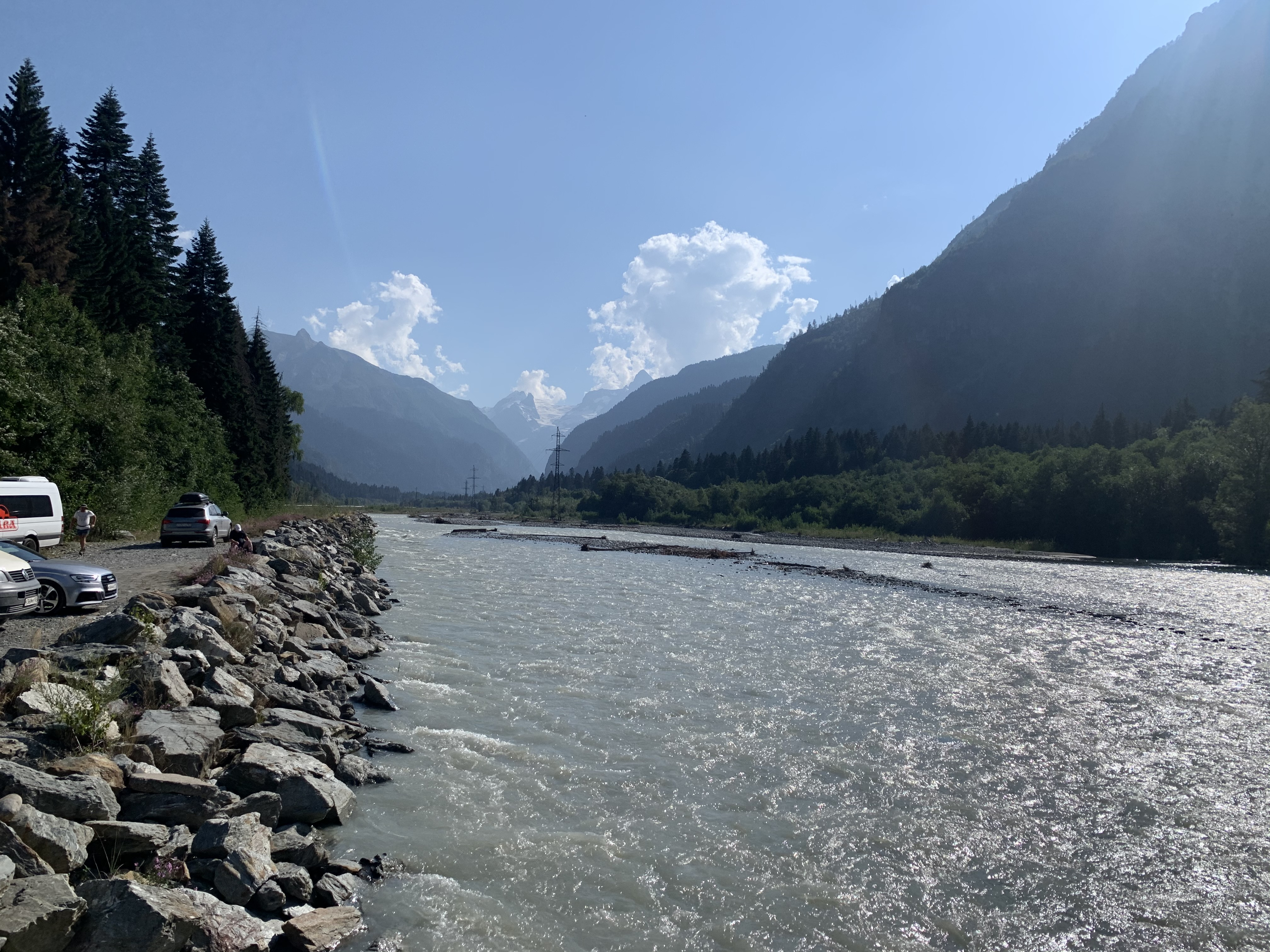
Otra vista del río.